# Laurence Bily
Laurence Bily, po mężu Camara (ur. 5 maja 1963 w Bressuire) – francuska lekkoatletka, sprinterka, medalistka mistrzostw Europy na stadionie i w hali, dwukrotna olimpijka.

## Kariera sportowa
Zajęła 7. miejsce w biegu na 100 metrów oraz 5. miejsce w sztafecie 4 × 100 metrów na mistrzostwach Europy juniorów w 1979 w Bydgoszczy. Odpadła w eliminacjach biegu na 50 metrów na halowych mistrzostwach Europy w 1981 w Grenoble. Zdobyła srebrny medal w sztafecie 4 × 100 metrów oraz odpadła w półfinale biegu na 100  metrów na mistrzostwach Europy juniorów w 1981 w Utrechcie. Na halowych mistrzostwach Europy w 1982 w Mediolanie odpadła w półfinale biegu na 60 metrów.
Zdobyła brązowy medal w sztafecie 4 × 100 metrów (która biegła w składzie: Bily, Marie-Christine Cazier, Rose-Aimée Bacoul i Liliane Gaschet) oraz zajęła 6. miejsce w finale biegu na 100 metrów na mistrzostwach Europy w 1982 w Atenach. Odpadła w eliminacjach biegu na 60 metrów na halowych mistrzostwach Europy w 1983 w Budapeszcie. Na uniwersjadzie w 1983 w Edmonton odpadła w półfinale biegu na 100 metrów, a sztafeta 4 × 100 metrów z jej udziałem została zdyskwalifikowana. Odpadła w ćwierćfinale biegu na 100 metrów na mistrzostwach świata w 1983 w Helsinkach.
Zajęła 4. miejsce w sztafecie 4 × 100 metrów na uniwersjadzie w 1985 w Kobe. Na halowych mistrzostwach Europy w 1986 w Madrycie zajęła 5. miejsce w biegu na 60 metrów. Zajęła 4. miejsce w sztafecie 4 × 100 metrów oraz odpadła w półfinale biegu na 100 metrów na mistrzostwach Europy w 1986 w Stuttgarcie. Odpadła w półfinale biegu na 60 metrów na halowych mistrzostwach Europy w 1987 w Liévin. Na halowych mistrzostwach świata w 1987 w Indianapolis zajęła 5. miejsce w finale tej konkurencji. Zajęła 7. miejsce w sztafecie 4 × 100 metrów oraz odpadła w ćwierćfinale biegu na 100 metrów na mistrzostwach świata w 1987 w Rzymie. Awansowała do finału biegu na 60 metrów na halowych mistrzostwach Europy w 1988 w Budapeszcie, lecz w nim nie wystąpiła. Zajęła 7. miejsce w sztafecie 4 × 100 metrów oraz odpadła w ćwierćfinale biegu na 100 metrów na igrzyskach olimpijskich w 1988 w Seulu.
Zdobyła srebrny medal w biegu na 60 metrów na halowych mistrzostwach Europy w 1989 w Hadze, przegrywając jedynie z Nelli Fiere z Holandii, a wyprzedzając Sisko Hanhijoki z Finlandii. Zwyciężyła w biegu na 100 metrów i w sztafecie 4 × 100 metrów na pierwszych igrzyskach frankofońskich w 1989 w Casablance. Reprezentując drużynę Europy zajęła 4. miejsce w biegu na 100 metrów i 6. miejsce w biegu na 200 metrów, a sztafeta 4 × 100 metrów z jej udziałem została zdyskwalifikowana w zawodach pucharu świata w 1989 w Barcelonie.
Ponownie zdobyła srebrny medal biegu na 60 metrów na halowych mistrzostwach Europy w 1990 w Glasgow, za Ulrike Sarvari z Republiki Federalnej Niemiec, a przed Nelli Fiere. Na mistrzostwach Europy w 1990 w Splicie nie ukończyła biegu półfinałowego na 100 metrów. Zajęła 5. miejsce w sztafecie 4 × 100 metrów i odpadła w ćwierćfinale biegu na 100 metrów na mistrzostwach świata w 1991 w Tokio. Zajęła 4. miejsce w biegu na 60 metrów na halowych mistrzostwach Europy w 1992 w Genui. Na igrzyskach olimpijskich w 1992 w Barcelonie zajęła 4. miejsce w sztafecie 4 × 100 metrów oraz odpadła w ćwierćfinale biegu na 100 metrów.
Laurence Bily była mistrzynią Francji w biegu na 100 metrów w latach 1986–1990 i 1992, wicemistrzynią w tej konkurencji w 1982 i 1991 oraz w biegu na 200 metrów w 1986, a także brązową medalistką w biegu na 200 metrów w 1987. W hali była mistrzynią Francji w biegu na 60 metrów w 1986, 1987, 1989 i 1992, wicemistrzynią w biegu na 50 metrów w 1981 i w biegu na 60 metrów w 1990 oraz brązową medalistką w biegu na 60 metrów w 1979 i 1983.
Dwukrotnie poprawiała rekord Francjji w biegu na 100 metrów do czasu 11,04 s, uzyskanego 13 sierpnia 1989 w Tours, a także dwukrotnie w sztafecie 4 × 100 metrów do wyniku 42,58, osiągniętego 7 sierpnia 1992 w Barcelonie.

## Rekordy życiowe
Laurence Bily miała następujące rekordy życiowe:
- bieg na 100 metrów – 11,04 s (13 sierpnia 1989, Tours)
- bieg na 200 metrów – 22,90 s (5 sierpnia 1989, Strasburg)
- bieg na 50 metrów (hala) – 6,36 s (8 lutego 1981, Grenoble)
- bieg na 60 metrów (hala) – 7,13 s (3 marca 1990, Glasgow)